# Улица Седова (Санкт-Петербург)
Улица Седо́ва — улица в Невском районе Санкт-Петербурга, ограничена Фаянсовой улицей и проспектом Александровской Фермы. Одна из самых длинных улиц города: длина — 6,62 км.

## История
3 августа 1940 года, согласно постановлению, улицей Седова должна была стать Большая Щемиловка (ныне Фарфоровская улица). Однако по непонятным причинам имя полярного исследователя Г. Я. Седова было присвоено безымянному проезду, который до этого носил условное название Второ́й Паралле́льной у́лицы. Он тянулся от Большой Щемиловки до Куракиной дороги между современными домами № 87 и 89 по улице Седова.
Название образует топонимический ансамбль (тематическую группу названий) вместе с соседними улицей Полярников и Сомовым переулком
3 декабря 1956 года улицу Седова удлинили за счет присоединения Екатери́нинской, Агафо́нской, Экипа́жной улиц и новой прорезки от Железнодорожной до Фарфоровской улицы. В 1960-х годах её увеличили 3-й улицей, а 15 июня 1976 года включили в неё Но́вую дорогу.

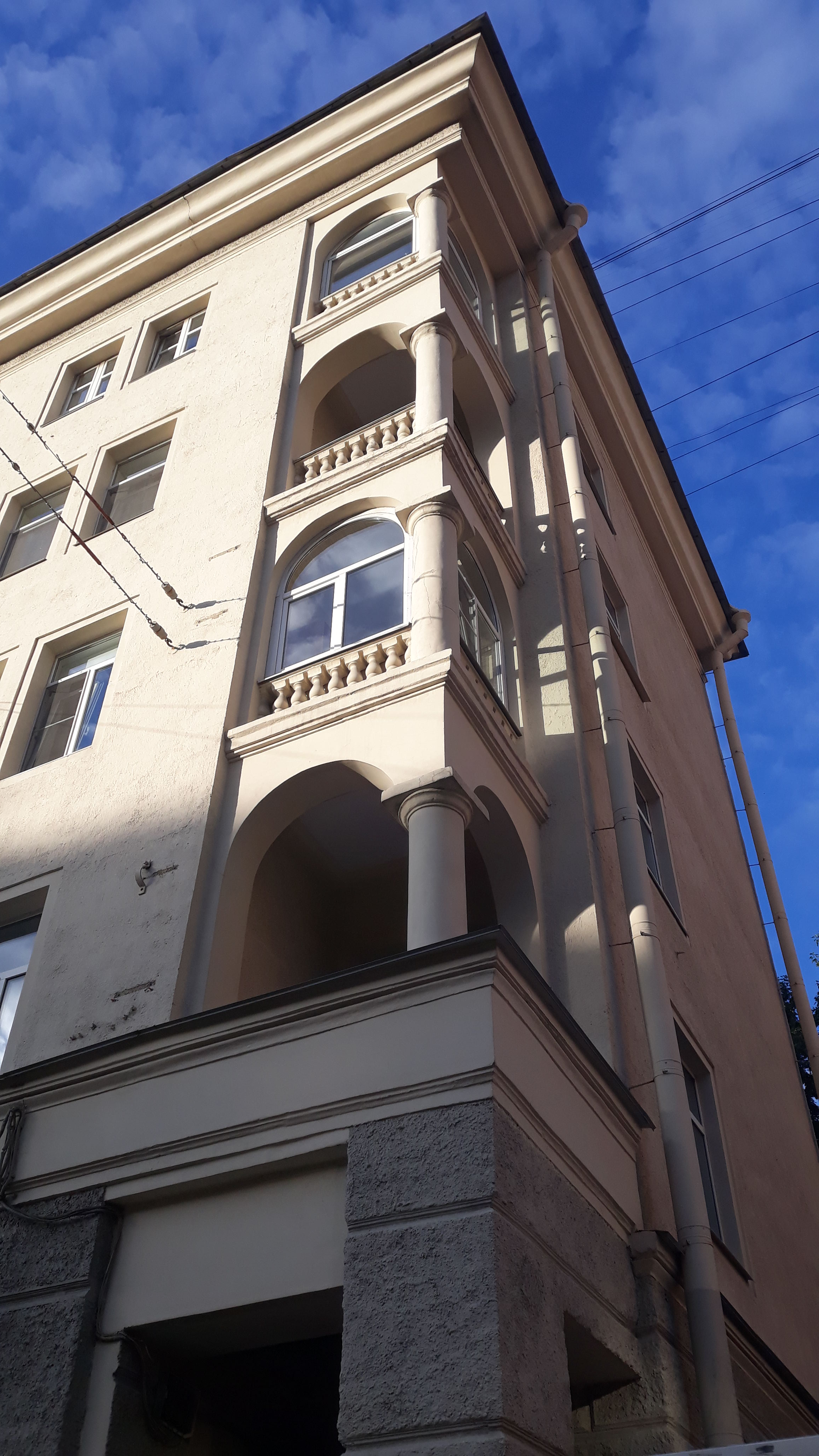
Санкт-Петербург, ул. Седова, 84

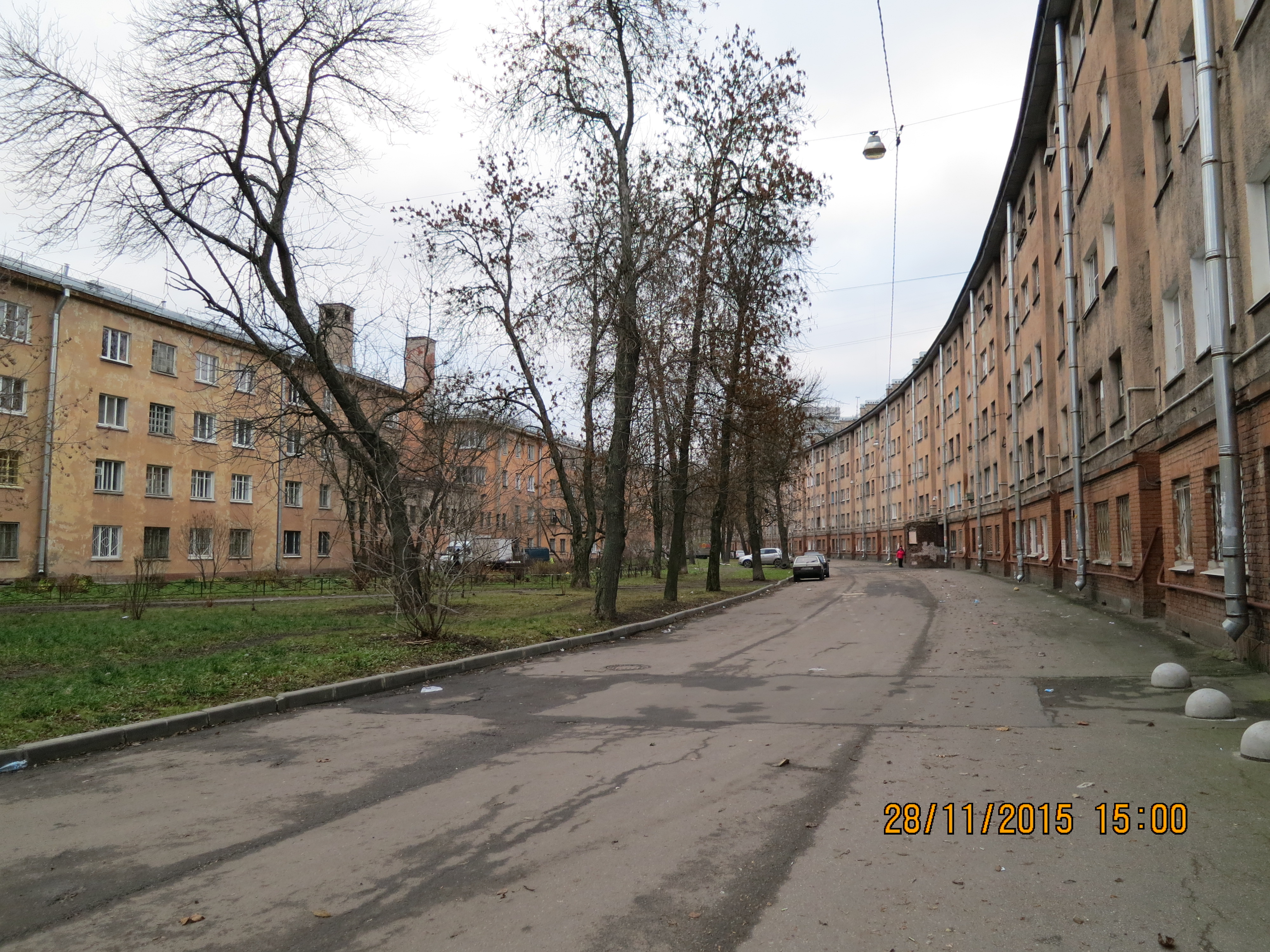
Щемиловский жилмассив, д. № 72

## Достопримечательности
- Между домами 15 и 17 расположена бывшая фабрично-заводская школа при заводе им. Ленина, впоследствии Ленинградское мореходное училище, ныне Морской колледж (Большой Смоленский проспект, 36). Здание состоит из нескольких функциональных блоков — корпусов К1, К2, К3, К4. Архитектор Н. Ф. Демков[2], 1929—1934.  памятник архитектуры (вновь выявленный объект)[3]
- № 37 — Дом бытовых услуг «Кристалл», на момент открытия (1975 год) являлся самым крупным в стране[4].
- № 72 — Щемиловский жилмассив, построенный в 1927—1934 годах под руководством архитектора Г. А. Симонова. Конструктивизм[5].

## Пересекает следующие улицы
- Фаянсовая улица
- Смоляная улица
- площадь Бехтерева
- Большой Смоленский проспект
- улица Ольминского
- проспект Елизарова
- улица Ольги Берггольц
- улица Ткачей
- Зубковская улица
- улица Крупской
- улица Дудко
- улица Цимбалина
- Железнодорожный проспект
- Фарфоровская улица
- Варфоломеевская улица
- улица Полярников
- Ивановская улица
- бульвар Красных Зорь
- Белевский переулок
- улица Шелгунова
- проспект Александровской Фермы